# 清岡橙
清岡橙（きよおかだいだい）はミカン科ミカン属の常緑小高木。香酸柑橘類の一つでユズの近縁種である。1968年に育成者により偶然発見され、その姓をとって命名された。

## 特徴
果実の形は短球形で、大きさはユズよりやや小さい。果面は粗いがユズよりは平滑である。果皮はユズより薄く、剥皮はやや困難である。果肉は黄色で果汁が多く、酸度は強くユズと同程度で、独特の香りがある。収穫期は8月下旬から12月で、果皮は12月中旬頃には黄色に完全着色する。